# Campionat del món de ciclisme en pista de 1987
El Campionat Mundial de Ciclisme en Pista de 1987 es va celebrar a Viena (Àustria) a l'agost de 1987.
Les competicions es van celebrar al Ferry-Dusika-Hallenstadion de Viena. En total es va competir en 14 disciplines, 12 de masculines i 2 de femenines.

## Resultats

### Masculí

#### Professional
| Prova                 | Or                               | Argent                       | Bronze                       |
| Velocitat individual  | Nobuyuki Tawara · Japó           | Hideyuki Matsui · Japó       | Claudio Golinelli · Itàlia   |
| Persecució individual | Hans-Henrik Ørsted · Dinamarca · | Jesper Worre · Dinamarca     | Anthony Doyle · Regne Unit · |
| Cursa per punts       | Urs Freuler · Suïssa ·           | Anthony Doyle · Regne Unit · | Roger Ilegems · Bèlgica      |
| Keirin                | Harumi Honda · Japó              | Claudio Golinelli · Itàlia   | Urs Freuler · Suïssa ·       |
| Darrere moto          | Max Hürzeler · Suïssa            | Danny Clark · Austràlia      | Werner Betz · RFA            |

#### Amateur
| Prova                     | Or                                                                                           | Argent                                                              | Bronze                                                                               |
| Velocitat individual      | Lutz Hesslich · RDA                                                                          | Bill Huck · RDA                                                     | Michael Hübner · RDA                                                                 |
| Persecució individual     | Gintautas Umaras · Unió Soviètica                                                            | Viatxeslav Iekímov · Unió Soviètica                                 | Artūras Kasputis · Unió Soviètica                                                    |
| Persecució per equips     | Unió Soviètica · Alexander Krasnov · Viatxeslav Iekímov · Viktor Manakov · Sergeï Chmelinine | RDA · Steffen Blochwitz · Carsten Wolf · Dirk Meier · Roland Hennig | Txecoslovàquia · Pavel Soukop · Miroslav Kundera · Svatopluk Buchta · Miroslav Junec |
| Quilòmetre contrarellotge | Martin Vinnicombe · Austràlia ·                                                              | Jens Glücklich · RDA ·                                              | Konstantin Khrabtsov · Unió Soviètica ·                                              |
| Cursa per punts           | Marat Ganéiev · Unió Soviètica ·                                                             | Uwe Messerschmidt · RFA ·                                           | Pascal Lino · França ·                                                               |
| Tàndem                    | França · Fabrice Colas · Frédéric Magné                                                      | Itàlia · Andrea Faccini · Roberto Nicotti                           | Txecoslovàquia · Vítězslav Vobořil · Lubomír Hargaš                                  |
| Darrere moto              | Mario Gentili · Itàlia                                                                       | Vincenzo Colamartino · Itàlia                                       | Roland Königshofer · Àustria                                                         |

### Femení
| Prova                 | Or                             | Argent                       | Bronze                                 |
| Velocitat individual  | Erika Salumäe · Unió Soviètica | Christa Rothenburger · RDA · | Connie Paraskevin-Young · Estats Units |
| Persecució individual | Rebecca Twigg · Estats Units   | Jeannie Longo · França       | Mindee Mayfield · Estats Units         |

## Medaller
| Pos. | País           | Or | Plata | Bronze | Total |
| 1    | Unió Soviètica | 4  | 1     | 2      | 7     |
| 2    | Japó           | 2  | 1     | 0      | 3     |
| 3    | Suïssa         | 2  | 0     | 1      | 3     |
| 4    | RDA            | 1  | 4     | 1      | 6     |
| 5    | Itàlia         | 1  | 3     | 1      | 5     |
| 6    | França         | 1  | 1     | 1      | 3     |
| 7    | Austràlia      | 1  | 1     | 0      | 2     |
| 7    | Dinamarca      | 1  | 1     | 0      | 2     |
| 9    | Estats Units   | 1  | 0     | 2      | 3     |
| 10   | RFA            | 0  | 1     | 1      | 2     |
| 10   | Regne Unit     | 0  | 1     | 1      | 2     |
| 12   | Txecoslovàquia | 0  | 0     | 2      | 2     |
| 13   | Àustria        | 0  | 0     | 1      | 1     |
| 13   | Bèlgica        | 0  | 0     | 1      | 1     |
|      | TOTAL          | 14 | 14    | 14     | 42    |